# Construcció ciclòpia

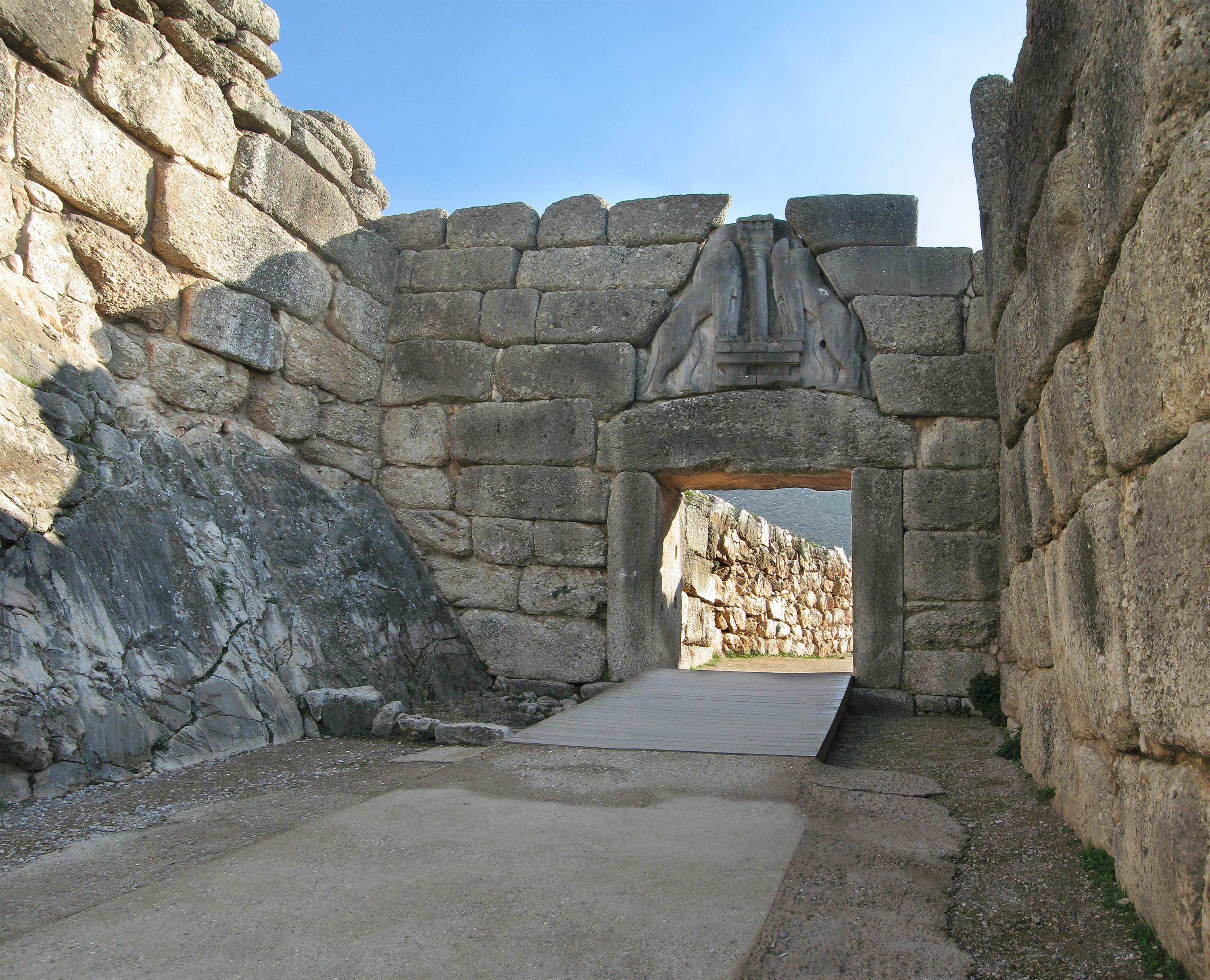
Porta dels lleons de Micenes (Grècia).

La construcció ciclòpia és un tipus de maçoneria característica de l'arquitectura micènica, construïda amb enormes roques calcàries, mínimament desbastades, que encaixen entre si i sense argamassa (construcció en pedra seca). Les roques podien ser utilitzades en brut, però a vegades es troben més o menys treballades; en poques ocasions, es troben completament escairades. Els espais entre els carreus se solien omplir amb petits trossos de pedra calcària. Aquest tipus de construcció no s'ha de confondre amb la tècnica megalítica.

## Localitzacions d'estructures ciclòpies

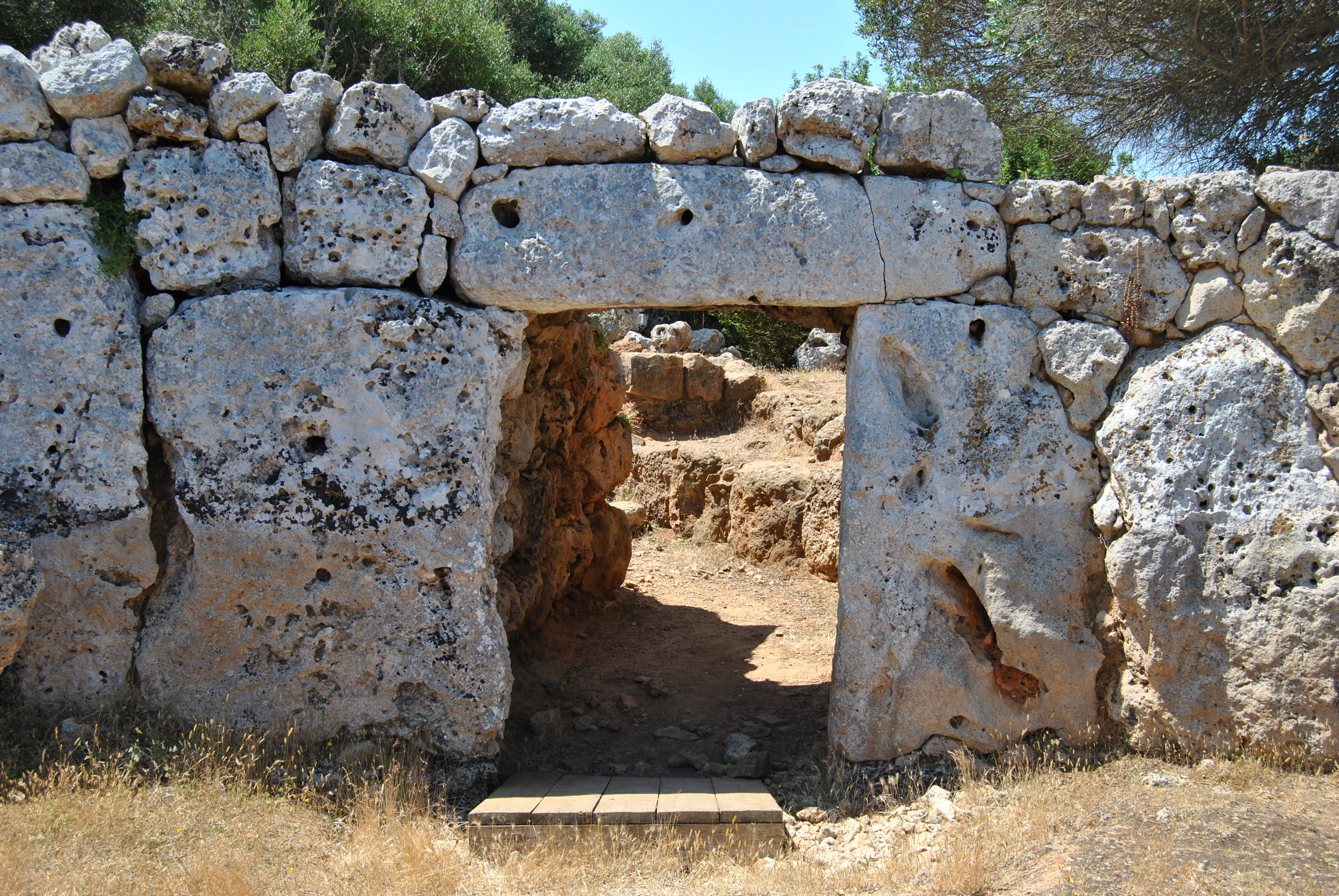
Porta d'entrada de la murada del poblat de Son Catlar (Menorca).

Els exemples més famosos en són les murades de Micenes i Tirint, però l'arquitectura ciclòpia es va utilitzar en altres assentaments micènics com Gla i en altres estructures com els tolos.
Els nurags de l'edat del bronze a Sardenya també van ser construïts amb tècnica ciclòpia. La cultura talaiòtica de les Illes Balears, o més concretament de les Gimnèsies (Mallorca i Menorca), amb els seus talaiots i navetes, també va utilitzar aquesta tècnica constructiva. Algunes construccions que daten de l'època romana i són considerades ciclòpies es poden trobar, per exemple, a Tarragona (Catalunya), en una gran part de les muralles romanes.
A Irlanda, la maçoneria ciclòpia es pot veure en la construcció d'algunes esglésies altmedievals.
Als Andes, en algunes construccions incaiques es va utilitzar també la tècnica ciclòpia. L'exemple més significatiu és la fortalesa de Sacsayhuamán, situada a dos quilòmetres de Cusco (Perú). Algunes cultures preincaiques també van utilitzar aquesta tècnica constructiva, com es pot observar, per exemple, a la ciutat de Tiwanaku, (Bolívia).

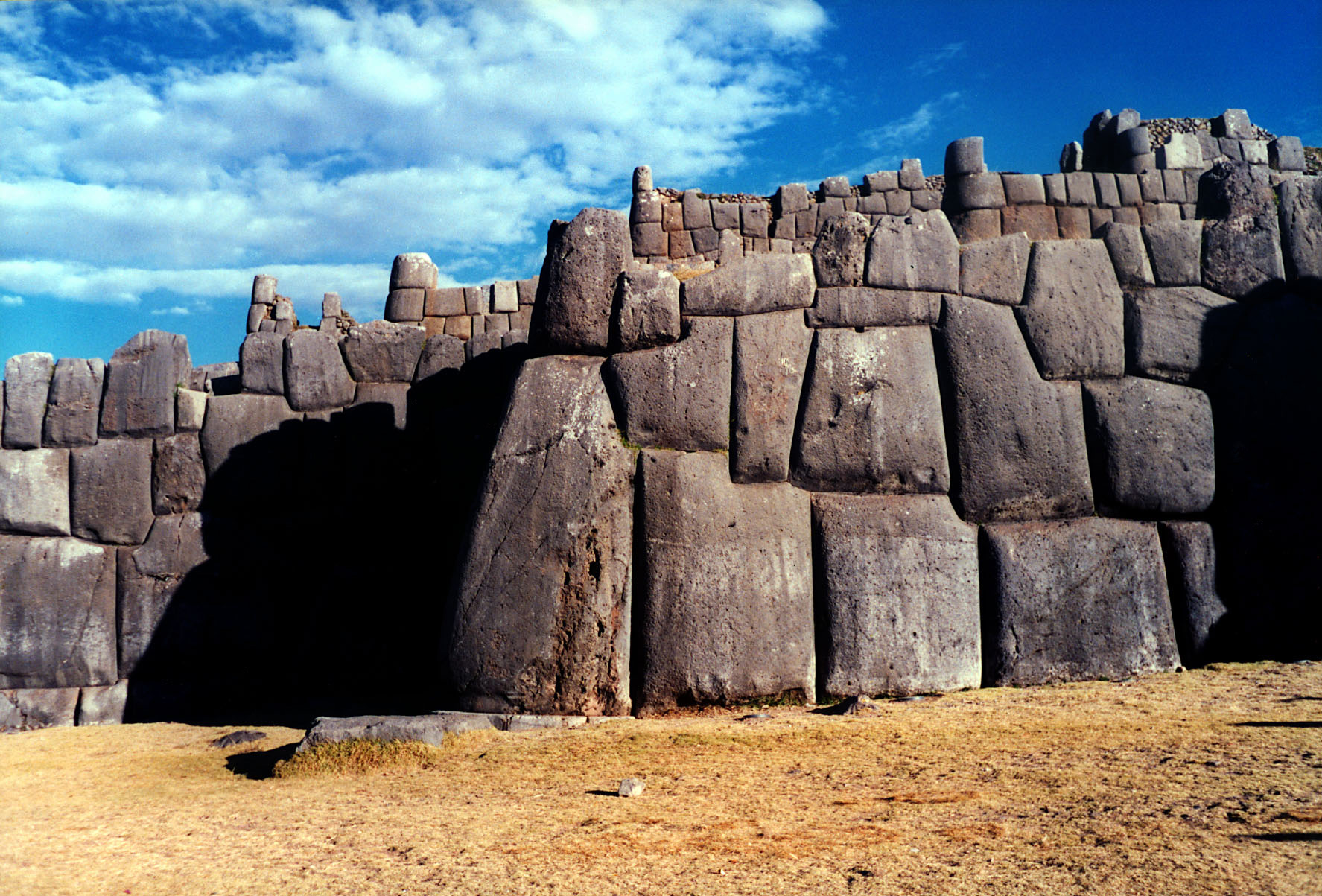
Murs de Sacsayhuamán (Perú).

A Wyoming, EUA, la presa Pathfinder a l'embassament de Pathfinder Reservoir, situat a 76 quilòmetres al sud-oest de Casper (Wyoming), està construïda amb tècnica ciclòpia; tot i que és una estructura de principis del segle xx.

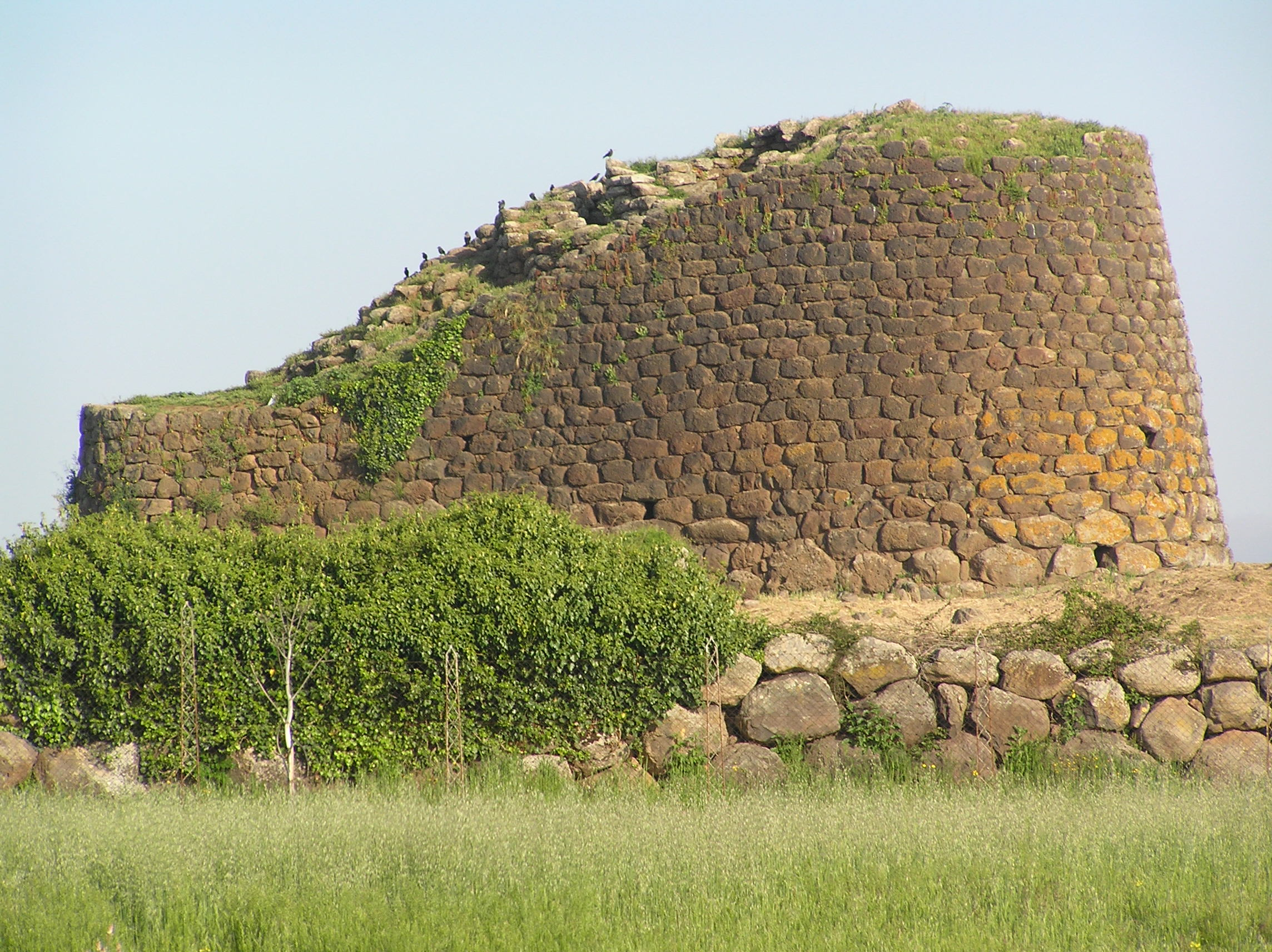
Nurag de Losa d'Abbasanta (Sardenya).